# Gephyrocharax
Gephyrocharax es un  género de peces de la familia Characidae en el orden de los Characiformes.

## Especies
Hay 12 especies en este género:
- Gephyrocharax atracaudata (Meek & Hildebrand, 1912)
- Gephyrocharax caucanus (C. H. Eigenmann, 1912)
- Gephyrocharax chaparae (Fowler, 1940)
- Gephyrocharax chocoensis (C. H. Eigenmann, 1912)
- Gephyrocharax intermedius (Meek & Hildebrand, 1916)
- Gephyrocharax major (G. S. Myers, 1929)
- Gephyrocharax martae (Dahl, 1943)
- Gephyrocharax melanocheir (C. H. Eigenmann, 1912)
- Gephyrocharax sinuensis (Dahl, 1964)
- Gephyrocharax valencia (C. H. Eigenmann, 1920)
- Gephyrocharax venezuelae (L. P. Schultz, 1944)
- Gephyrocharax whaleri (Hildebrand, 1938)